# Serie A 2015 (pallapugno)
La Serie A 2015, chiamata per ragioni di sponsorizzazione Serie A Trofeo Cantine Manfredi, è stata la 94ª edizione del massimo campionato italiano di pallapugno maschile.

## Squadre partecipanti
| Club                                               | Capitano          | Città                    |
| -------------------------------------------------- | ----------------- | ------------------------ |
| Araldica Albese                                    | Massimo Vacchetto | Alba (CN)                |
| 958 Santero Augusto Manzo                          | Roberto Corino    | Santo Stefano Belbo (CN) |
| Torronalba Canalese                                | Bruno Campagno    | Canale (CN)              |
| Nocciole Marchisio Agriturismo La Costa Cortemilia | Enrico Parussa    | Cortemilia (CN)          |
| Imperiese                                          | Daniel Giordano   | Dolcedo (IM)             |
| Merlese                                            | Paolo Danna       | Mondovì (CN)             |
| Grappa di Rosignano Monferrina                     | Luca Galliano     | Vignale Monferrato (AL)  |
| Bogliano Monticellese                              | Andrea Dutto      | Monticello d'Alba (CN)   |
| Araldica Pro Spigno                                | Paolo Vacchetto   | Spigno Monferrato (AL)   |
| Subalcuneo                                         | Federico Raviola  | Cuneo                    |
| Eataly Italiana Assicurazioni Virtus Langhe        | Matteo Levratto   | Dogliani (CN)            |

## Prima Fase
|    | Club          | P  |
| -- | ------------- | -- |
| 1  | Albese        | 19 |
| 2  | Canalese      | 16 |
| 3  | Imperiese     | 13 |
| 4  | Augusto Manzo | 13 |
| 5  | Subalcuneo    | 12 |
| 6  | Monferrina    | 8  |
| 7  | Pro Spigno    | 7  |
| 8  | Merlese       | 7  |
| 9  | Monticellese  | 6  |
| 10 | Cortemilia    | 5  |
| 11 | Virtus Langhe | 4  |

## Seconda Fase
|   | Club          | P  |
| - | ------------- | -- |
| 1 | Albese        | 37 |
| 2 | Imperiese     | 29 |
| 3 | Canalese      | 26 |
| 4 | Augusto Manzo | 21 |
| 5 | Subalcuneo    | 18 |
| 6 | Monferrina    | 10 |

|    | Club          | P  |
| -- | ------------- | -- |
| 7  | Pro Spigno    | 17 |
| 8  | Cortemilia    | 15 |
| 9  | Merlese       | 15 |
| 10 | Monticellese  | 12 |
| 11 | Virtus Langhe | 10 |

Monticellese e Virtus Langhe retrocesse in Serie B.

## Fase Finale

### Spareggi Play-off
| Subalcuneo    | Monferrina | 6-11 |
| Augusto Manzo | Pro Spigno | 11-3 |

| Augusto Manzo | Monferrina | 11-10 |

### Finali Scudetto
| Squadra 1 | Squadra 2     | Andata | Ritorno | Spareggio |
| --------- | ------------- | ------ | ------- | --------- |
| Albese    | Augusto Manzo | 11-1   | 11-4    |           |
| Imperiese | Canalese      | 11-4   | 5-11    | 4-11      |

| Squadra 1 | Squadra 2 | Andata | Ritorno |
| --------- | --------- | ------ | ------- |
| Albese    | Canalese  | 11-8   | 11-2    |

## Squadra Campione d'Italia
Araldica Albese
- Battitore: Massimo Vacchetto
- Spalla: Enrico Rinaldi
- Terzini: Lorenzo Bolla, Yehia El Kara